# Gorica Popović
Gorica Popović (srp. Горица Поповић; Kragujevac, 13. kolovoza 1952.) srpska je kazališna, televizijska i filmska glumica. Bivša je članica rock sastava Suncokreta.

## Odabrana filmografija

### Film
| Godina | Naziv              | Uloga           | Bilješke |
| ------ | ------------------ | --------------- | -------- |
| 1980.  | Prkosna delta      | Ivana           |          |
| 1981.  | Pad Italije        | Božica          |          |
| 1984.  | Kraj rata          | Milka Lazarević |          |
| 1988.  | Tamna strana sunca | Nina            |          |
| 1989.  | Boj na Kosovu      | Kneginja Milica |          |

## Vanjske poveznice
- Gorica Popović u internetskoj bazi filmova IMDb-u (engl.)